# Thomas Flamank

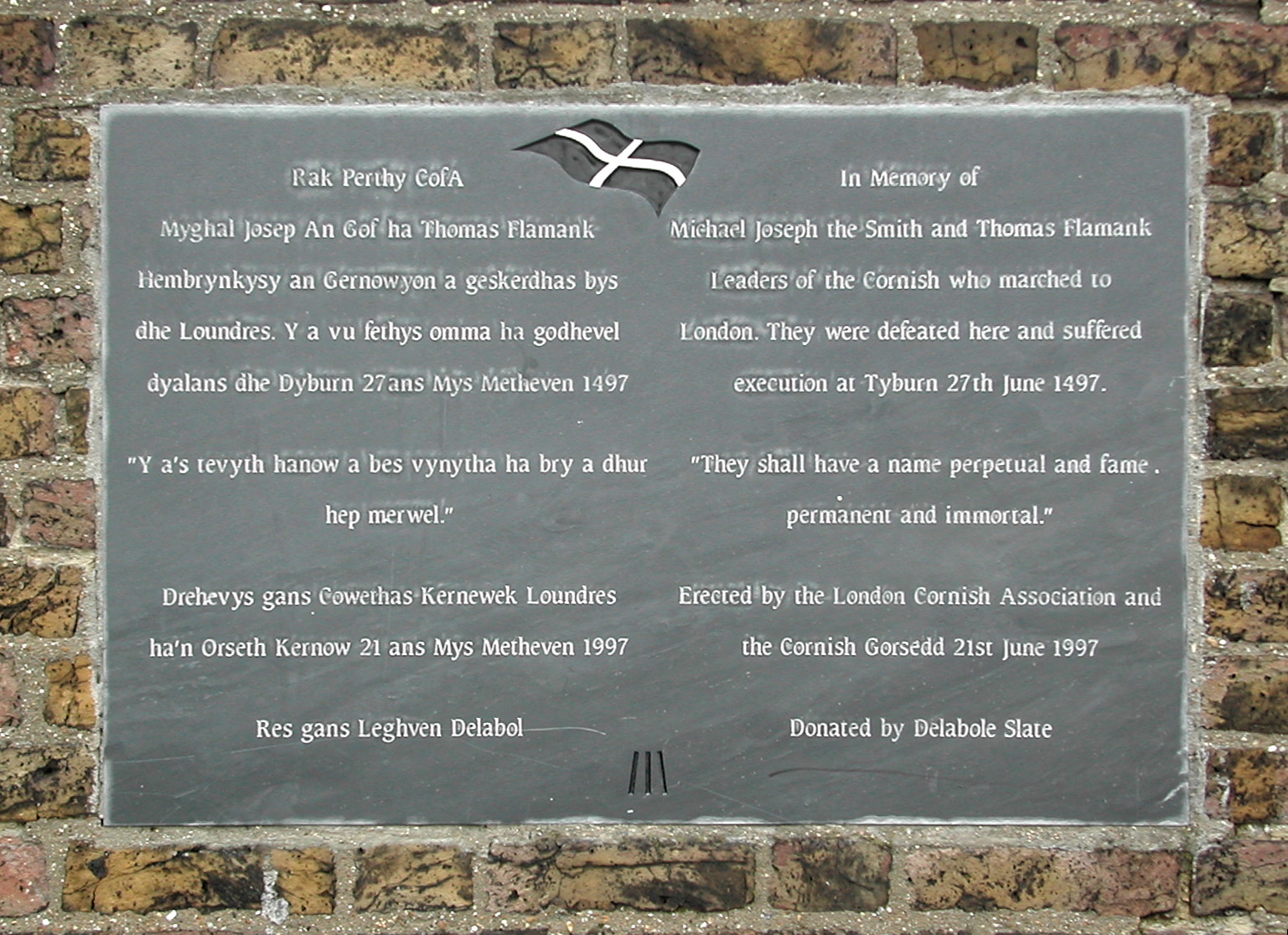
Gedenkplaat voor o.a. Thomas Flamank

Thomas (Tommas) Flamank was een jurist uit Cornwall. Hij leidde samen met Michael An Gof de Cornische Opstand van 1497.
In Cornwall was men van mening dat de belastingen -bedoeld voor de oorlog met de Schotten- onterecht geheven werden omdat hun gewest te ver van Schotland verwijderd was. Flamank hitste de bevolking van St. Keverne in Cornwall op totdat zij tot open rebellie overgingen. Hij trok aan het hoofd van een aantal ontevreden boeren op naar Londen en dwong uiteindelijk koning Hendrik VII de belasting in te trekken.
Bij Blackheath buiten Londen werden Flanmank en zijn medeopstandelingen opgewacht door het leger van de koning en gedwongen slag te leveren (de Slag bij Deptford Bridge). Zij werden grondig verslagen. Flamank werd gevangengenomen en naar de Tower gebracht. Hij werd te Tyburn gehangen en gevierendeeld op 24 juni samen met An Gof voor zijn aandeel in het oproer.
In 1997 werd in St Keverne een standbeeld voor hem en An Gof opgericht naar aanleiding van het 500-jarig jubileum van de opstand.